# 1431 Luanda
1431 Luanda (1937 OB) là một tiểu hành tinh vành đai chính được phát hiện ngày 29 tháng 7 năm 1937 bởi C. Jackson ở Johannesburg.